# Dynastie des Yue du Sud
Pour les articles homonymes, voir Nanyue.

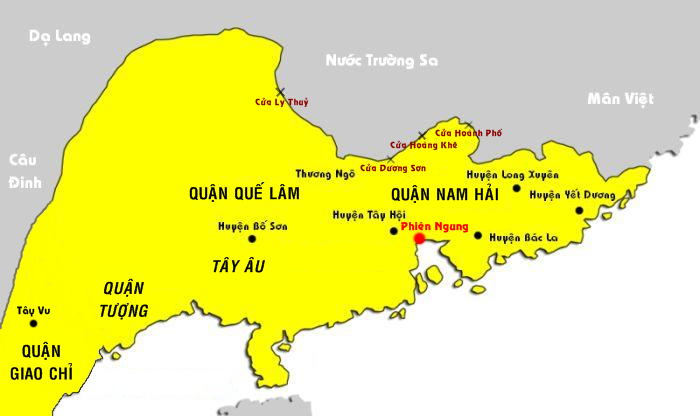
Carte du Nanyue, territoire de la dynastie des Yue du Sud

La dynastie des Yue du Sud (南越國), dynastie Triệu (en vietnamien : Nhà Triệu), ou dynastie Zhao, est une dynastie ayant régné entre 206 av. J.-C. et 111 av. J.-C. sur le royaume du Nanyue (Yue du Sud). 
Le royaume de Nanyue, durant sa période d'extension maximale, couvrait l'équivalent des provinces actuelles du Guangdong, du Guangxi, et le nord du Viêt Nam. Sa capitale était Panyu, aujourd'hui Guangzhou. Le fondateur de la dynastie était Zhao Tuo, qui déclara la guerre à l'Empire Han.
L'historiographie traditionnelle chinoise ne l'a pas prise en compte ; elle n'a été considérée comme une dynastie à part entière qu'à la suite de découvertes archéologiques.

## Repères historiques et chronologiques
Panyu (番禺), site actuel de Canton, était un important lieu d'échanges commerciaux, bénéficiant d'une ouverture sur la mer et d'un important port maritime. Cornes de rhinocéros, ivoire et joyaux comptaient parmi les produits échangés à travers le commerce maritime. On a retrouvé de l'ivoire africain et une boîte en argent perse dans le mausolée du roi Zhao Mo.
Un site de construction navale daté entre 221 et 207 av. J.-C. a été exhumé à Zhongsan Silu à Canton, où se trouvaient des pièces Qin. Les navires qui y étaient construits devaient peser entre 25 et 30 tonnes.
En 183 av. J.-C., la dynastie Han imposa des sanctions économiques contre les Yue du Sud et bloqua leur approvisionnement en fer.
En 113 av. J.-C., l'empereur Han Wudi envoya une troupe de 100 000 soldats pour mater une rébellion à Canton.
En 111 av. J.-C., Han Wudi, après avoir conquis le Zhejiang et le Fujian, mit fin à la dynastie des Yue du Sud

## Le mausolée du roi Zhao Mo

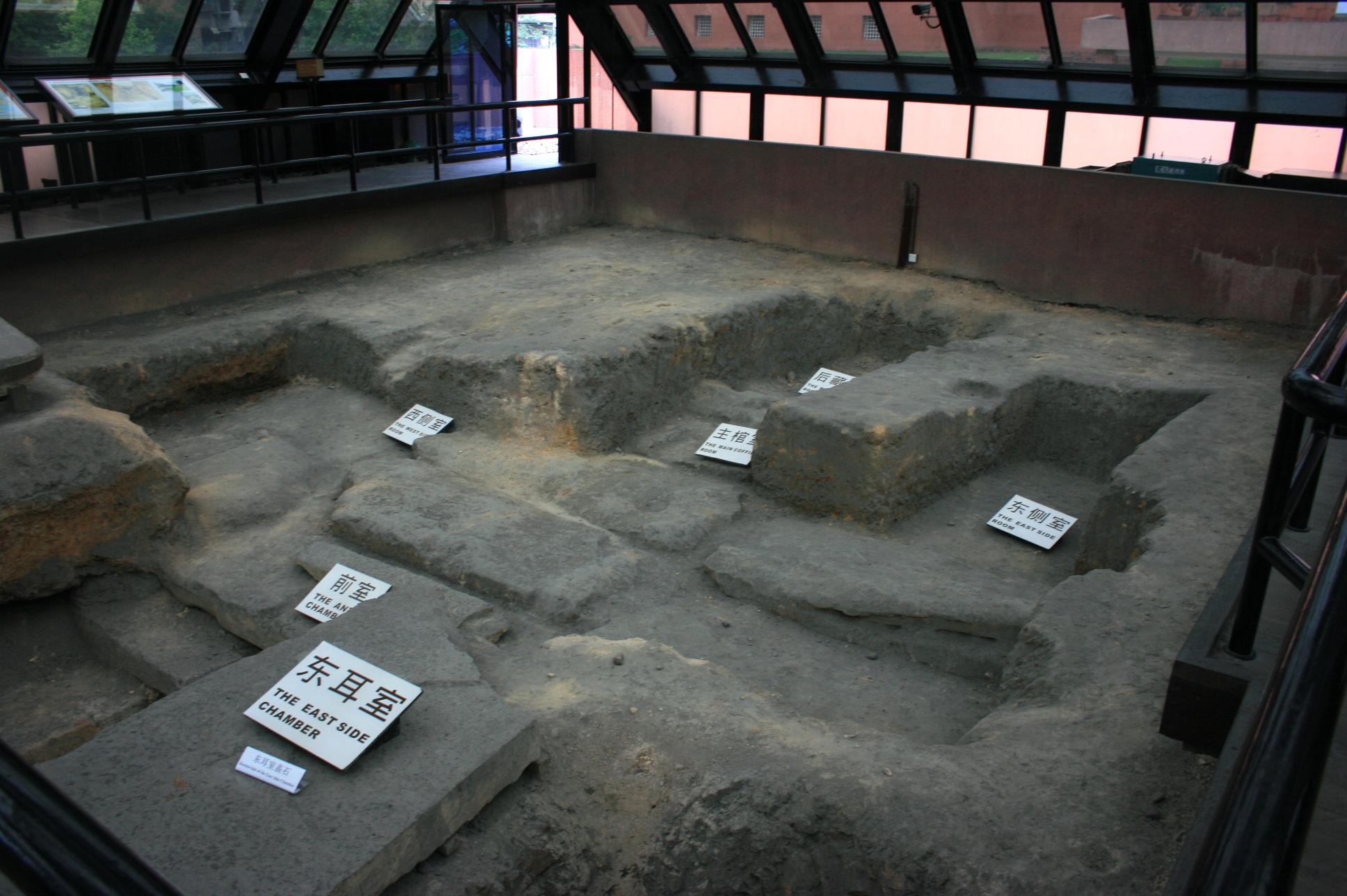
Tombe du roi Zhao Mo.

Le roi Zhao Mo (趙眜) régna sur le royaume des Yue du Sud entre 137 et 122 av. J.-C., court règne à la suite duquel un mausolée fut édifié en son honneur, laissant un millier d'objets revêtant une importante signification historique, scientifique et artistique. 
Ce mausolée, découvert en 1983 sur l'avenue du Peuple (人民路) à Canton, a donné lieu à l'ouverture in situ du Musée du Roi des Yue du Sud des Han occidentaux (titre qui ne jure pas avec l'historiographie traditionnelle) en 1988. Cette exclusivité archéologique a manifestement contribué à la valorisation de la culture de la région du Guangdong, la plupart des capitales dynastiques chinoises ayant été situées beaucoup plus au nord.

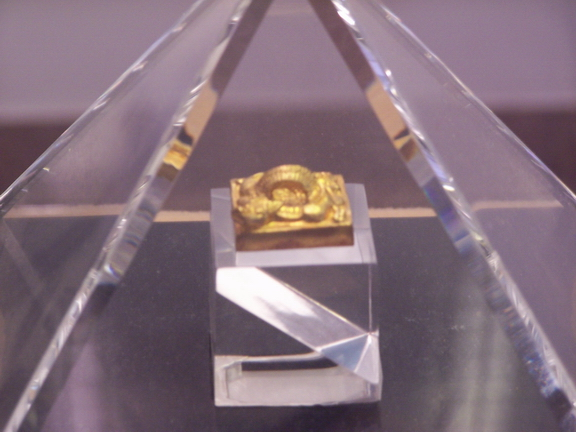
Sceau royal de Zhao Mo (dos).

On a notamment exhumé neuf sceaux, dont un sceau d'exécution[Quoi ?] royal en or, de grande valeur symbolique en Chine, et un linceul de jade cousu de fils de soie. Le « sceau d'exécution de Wendi » est le plus gros sceau en or de la période Han connu, et le seul comprenant l'effigie d'un dragon. On a également trouvé le plus grand disque en jade connu de la période Han (33,4 cm de diamètre).

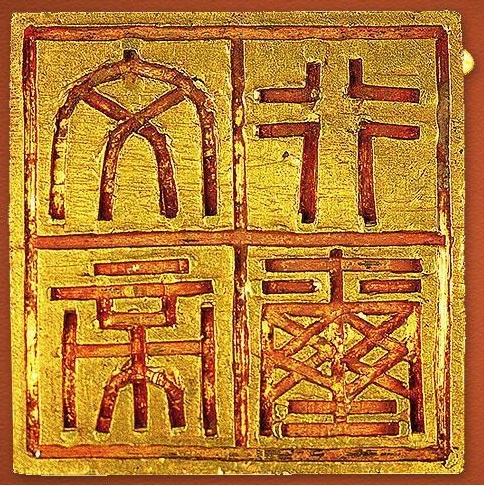
Sceau royal de Zhao Mo (face).

Parmi les instruments de musique retrouvés dans le mausolée figurent plusieurs ensembles de percussions, dont un ensemble de goubian, huit cloches de 191 kilos au total, et un bianqing en pierre. Figurent également un jeu d'échecs Liubo (六博棋子), 620 poids pour filet de pêche, des pierres à encre, un arsenal d'armes, les cinq substances des remèdes d'immortalité (五石散, dont : soufre, ocre, turquoise, améthyste).
Dans la tombe cruciforme se trouvaient les corps des proches du roi Zhao Mo :
- Dans le passage d'entrée (墓道), les gardes (卫侍)
- Dans la chambre frontale (前室), les eunuques (景港令)
- Dans l'aile est (東耳室), les concubines (夫人)
- Dans l'aile ouest (西耳室), les servants ou esclaves (奴仆)
- Se trouvaient également dans l'annexe ouest de la chambre principale (西侧室) des restes d'animaux.

La remise frontale (外藏室), la chambre principale du cercueil et la remise secondaire (後藏室) sont les autres parties remarquables du mausolée.

### Le linceul de jade

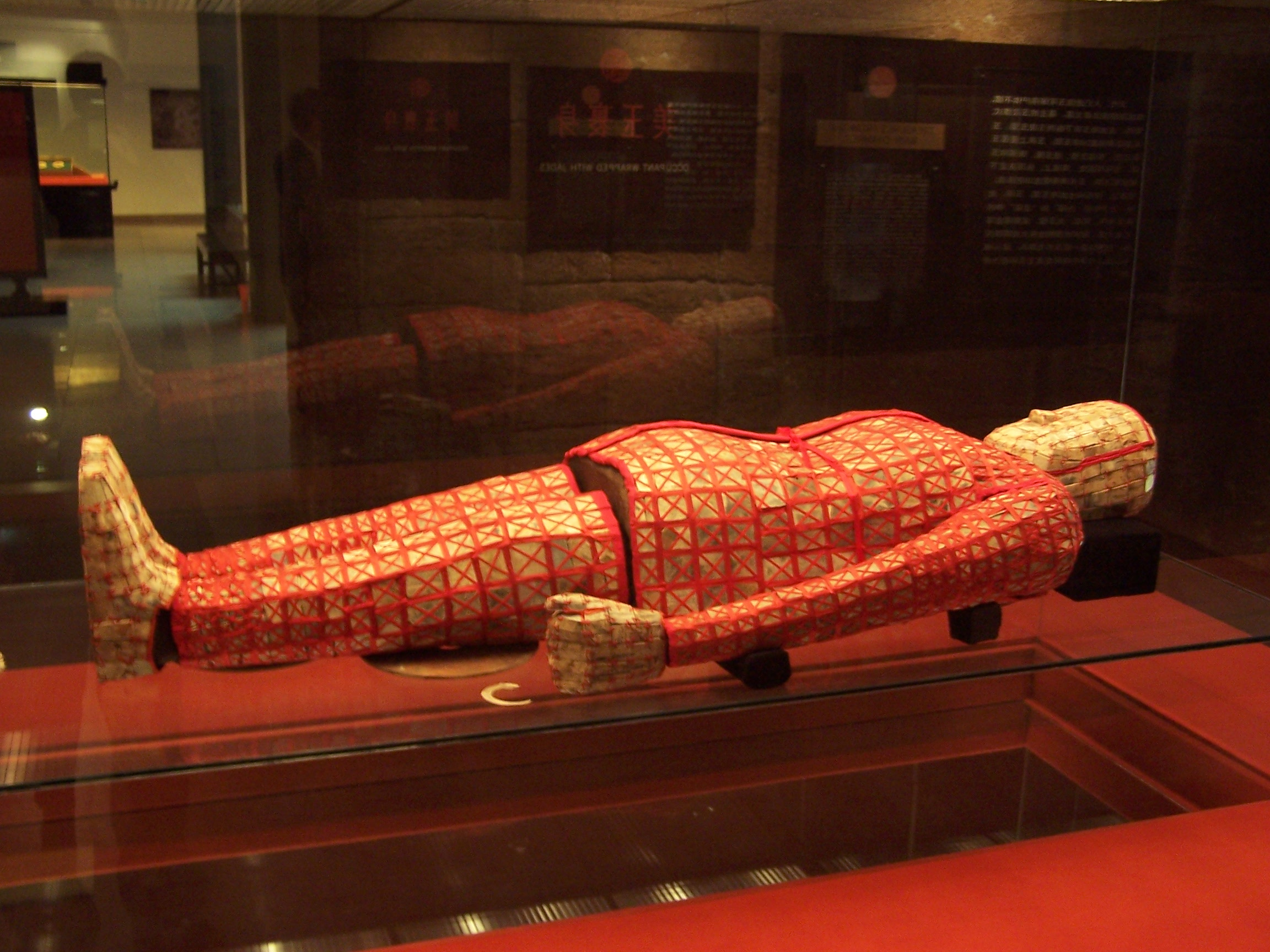
Le linceul de jade à Guangzhou.

On croyait autrefois que le jade pouvait préserver le corps de la putréfaction : à l'époque, la réputation des remèdes d'immortalité avait même conduit l'empereur Qin Shi Huang à envoyer une importante expédition dirigée par Xu Fu à leur recherche. Ainsi, le linceul du roi Zhao Mo était intégralement constitué de plaquettes de jade reliées entre elles par des points de soie. Le cercueil dans lequel le corps était disposé était constitué de deux épaisseurs de bois, entre lesquelles étaient insérées des plaques du jade le plus précieux, comme le rhyton.
Sous le linceul avaient été placées une série de cinq disques de jades concentriques, destinées également à assurer l'immortalité du roi. Dix épées en fer reposaient à côté du linceul.

## Empereurs de la dynastie des Yue du Sud
| Nom personnel           | Nom personnel | Nom personnel | Nom de règne   | Nom de règne | Nom de règne | Règne               | Parenté avec le prédécesseur |
| Vietnamien              | Pinyin        | Chinois       | Vietnamien     | Pinyin       | Chinois      | Règne               | Parenté avec le prédécesseur |
| ----------------------- | ------------- | ------------- | -------------- | ------------ | ------------ | ------------------- | ---------------------------- |
| Triệu Vũ Vương          | Wǔ Wáng       | 武王          | Triệu Đà       | Zhào Tuó     | 趙佗         | 203 – 137 av. J.-C. | Fondateur                    |
| Triệu Văn Vương         | Wén Wáng      | 文王          | Triệu Mắt      | Zhào Mò      | 趙眜         | 137 – 122 av. J.-C. | Petit-fils                   |
| Triệu Minh Vương        | Míng Wáng     | 明王          | Triệu Anh Tề   | Zhào Yīngqí  | 趙嬰齊       | 122 – 115 av. J.-C. | Petit-fils                   |
| Triệu Ai Vương          | Āi Wáng       | 哀王          | Triệu Hưng     | Zhào Xīng    | 趙興         | 115 – 112 av. J.-C. | Fils aîné                    |
| Triệu Thuật Dương Vương | Shù Yáng Wáng | 趙術陽王      | Triệu Kiến Đức | Zhào Jiàndé  | 趙建德       | 112 – 111 av. J.-C. | Frère cadet                  |